# NGC 1226
NGC 1226 في الفهرس العام الجديد، هي مجرة، تقع في كوكبة حامل رأس الغول. اكتشفت في 6 ديسمبر 1879 بواسطة إدوارد ستيفان.

## روابط خارجية
- NGC 1226 على موقع ويكي سكاي: DSS2, SDSS, GALEX, IRAS, Hydrogen α, X-Ray, Astrophoto, Sky Map, Articles and images